# Diphyus lustratorius
Diphyus lustratorius là một loài tò vò trong họ Ichneumonidae.